# Behnam Mahmudi
Benham Mahmudi (ur. 25 kwietnia 1980 w Mijane) – irański siatkarz występujący na pozycji środkowego, reprezentant kraju.

## Kariera
- 1996–2000 Pajkan Teheran
- 2000–2001 Sanam Teheran
- 2000–2002 Santa Croce
- 2002–2003 Pajkan Teheran
- 2004 Pallavolo Reima Crema
- 2006 Umbria Volley
- 2006–2007 Aidaneh Chaldoran
- 2007 Szahrdari Urmia
- 2007–2009 Steel Azin Teheran
- 2008–2010 Erteashat Sanati